# دوران گناه (فیلم ۱۹۸۱)
دوران گناه (به هندی: Kalyug) فیلمی محصول سال ۱۹۸۱ و به کارگردانی شیام بنگال است. در این فیلم بازیگرانی همچون شاشی کاپور، ریکا، راج بابار ایفای نقش کرده‌اند.